# 泰河路站
泰河路站是一个位于中国北京市大兴区博兴街道博兴路与泰河路交叉口，属于北京地铁亦庄有轨电车T1线的有轨电车站。
规划中的T1支线将在泰河路站与T1主线接轨。

## 结构
| 地面 |                              | █ 亦庄T1线往屈庄（九号村） |
| 地面 | 岛式站台，左側開门           |                            |
| 地面 | █ 亦庄T1线往定海园（鹿圈东） |                            |